# May Britt Hartwell
May Britt Hartwell (nacida como May Britt Våland, Sola, 5 de agosto de 1968) es una deportista Noruega que compitió en ciclismo en la modalidad de pista. Ganó una medalla de bronce en el Campeonato Mundial de Ciclismo en Pista de 1995, en la prueba de persecución individual.
Está casada con el ciclista estadounidense Erin Hartwell.

## Medallero internacional
| Campeonato Mundial | Campeonato Mundial | Campeonato Mundial | Campeonato Mundial     |
| Año                | Lugar              | Medalla            | Competición            |
| ------------------ | ------------------ | ------------------ | ---------------------- |
| 1995               | Bogotá (Colombia)  | Medalla de bronce  | Persecución individual |